# Linea Morice
La linea Morice era una linea di difesa realizzata durante la guerra d'Algeria, dal luglio a settembre 1957 e poi terminata con ulteriori strumenti difensivi nel 1959. Deve il suo nome a André Morice, allora ministro francese della Difesa.

## Tracciato
La linea Morice si snodava lungo la frontiera fra Algeria e Tunisia, sulla lunghezza di 320 km, per tagliare i collegamenti fra i combattenti dell'Armata di Liberazione Nazionale e le loro basi all'estero. È stata la prima fra le linee di difesa francesi nella battaglia delle Frontiere (settembre 1957 – marzo 1958).
La linea era costituita da uno sbarramento di filo spinato, sensori, campi minati e battere di cannoni azionate da radar, che coprivano l'intera frontiera dove erano collocati i principali campi d'addestramento dell'ALN, ed era pattugliata giorno e notte dalle unità meccanizzate ed aeromobili francesi e della Legione. Una linea elettrica alta 2,5 m correva al centro dell'intera linea Morice con una tensione di 5 000 volt. Un campo minato si estendeva per 45 m su ogni lato della linea. Il lato algerino aveva un cammino di ronda.
La linea Morice è stata in parte raddoppiata dalla linea Challe nel 1959.

## Mine
Si stima che varie centinaia di migliaia di mine attive restino sul terreno, su un totale di circa 11 milioni piazzate dall'esercito francese sull'intero territorio algerino. Queste mine sono tuttora causa di incidenti gravi fra la popolazione locale. Nell'ottobre 2007 il generale Jean-Louis Georgelin, capo di stato maggiore dell'esercito francese dal 2006, ha consegnato in una cerimonia ufficiale al suo omologo algerino, il generale di corpo d'armata Ahmed Gaïd Salah, i piani della distribuzione delle mine piazzate lungo le linee Challe e Morice fra il 1956 e il 1959.